# Rhinopithecus
Rhinopithecus é um gênero de macacos da família Cercopithecidae. Somente cinco espécies integram este gênero endêmico de uma área que se estende do sul da China ao norte do Vietnã e Mianmar.

## Espécies
- Rhinopithecus avunculus Dollman, 1912
- Rhinopithecus bieti Milne-Edwards, 1897
- Rhinopithecus brelichi Thomas, 1903
- Rhinopithecus roxellana Milne-Edwards, 1870
- Rhinopithecus strykeri Geissman et al., 2010